# Robert Murray (Sportschütze)
Robert Cook „Bob“ Murray (* 18. Februar 1870 in Edinburgh, Schottland; † 28. April 1948 in Manchester) war ein britischer Sportschütze.

## Erfolge
Robert Murray nahm an den Olympischen Spielen 1912 in Stockholm in drei Disziplinen mit dem Kleinkalibergewehr teil. Auf das verschwindende Ziel belegte er den fünften Rang, während er im liegenden Anschlag Sechster wurde. Im Mannschaftswettbewerb in der Liegend-Position setzten sich die Briten mit 762 Punkten gegen die übrigen fünf Mannschaften durch und wurden vor den Schweden und den US-Amerikanern Olympiasieger. Murray war mit 185 Punkten der schwächste Schütze der Mannschaft, zu der außerdem William Pimm, Edward Lessimore und Joseph Pepé gehörten.